# Kolk
Kolk, høl eller hvel betegner et vandhul eller en vandfyldt fordybning, som blev skabt som følge af oversvømmelser. Hvis f.eks. en stormflod bryder igennem et dige eller en klit forbliver ofte fordybninger i den inddigede marsk eller på den beskyttede mark, som er fyldt med vand. En kolk kan også omskrives som dige-sø. Kolksøer / Høller indeholder ofte brakvand. Kolk eller høl kan også anvendes om et dybt sted i en flod eller en å, som er ofte dannet ved vandets hvirvelbevægelser.
Ordet kolk kan være lånt fra nordfrisisk, nedertysk eller nederlandsk (sml. nordfrisisk kölk for grube eller kule, nederlandsk kolk, oldengelsk colc). Kolk forekommer i flere danske stednavne, f.eks. i Lakolk på Rømø. I Småland forekommer naturnavnet kulkan for (vandfyldt) fordybning, sænkning. Ordet høl er fællesnordisk og en afledning af hul. Ordet Hvel er lånt fra nordfrisisk weele, på nordfrisisk findes også dikküül (≈digekule).

## Weblinks
- Wikimedia Commons har flere filer relateret til Kolksøer